# Močunigi
Močunigi este o localitate din comuna Koper, Slovenia.